# Vampirella número 78
El número 78 de "Vampirella", en su versión estadounidense, se publicó en mayo de 1979, con el siguiente contenido:
- La portada es una foto de Barbara Leigh.
- Vampirella: Kiss Of The Dragon Queen!, 12 p. de Bill DuBay/Gonzalo Mayo
- "Chiquito" ("Little Guy"), 8 p. de Nicola Cuti (guion) y Rafael Auraleón (dibujo), es una cruel historia de venganza en la que el payaso enano del circo ve morir a su bella mujer en el truco de la mujer aserrada por haberse negado a participar en el robo planeado por el mago.
- "Pasión" ("Passion"), 10 p. de Steve Englehart (guion) y José Ortiz (dibujo), está ambientada en el Norte de África, durante las luchas de Legión Extranjera Francesa contra los beduinos de 1936. Allí, los reclutas Flynn y Pedersen traban una gran amistad, pero el primero empieza a mostrar enseguida una conducta incomprensible para su compañero, pues siente repulsión ante los burdeles y, a pesar de su arrojo en anteriores combates, se niega a marchar a luchar al desierto. Cuando al fin se internan en el desierto, Flynn se explica con una pregunta: "¡Pedersen! ¿Sabes lo que significa... amar?".
- The Service, 11 p. de Bruce Jones/Jim Starlin & Alfredo Alcala
- En las 12 páginas de "Tarde o temprano" ("Zooner or Later"), Bruce Jones (guion) y Russ Heath (dibujo) nos relatan cómo el millonario Jason Hatch busca desesperadamente una cura contra el cáncer que sufre hasta recalar en las tierras de la legendaria tribu Zooner de África, capaces de hacerte renacer a una nueva vida conservando tu mente anterior.